# 丹尼爾·克拉克
丹尼爾·克拉克（英語：Daniel Clark，1988年9月16日—），英國籃球運動員。他出身在一個籃球家庭，父親曾是英國國家隊的教練，母親也曾是英國國家籃球隊隊員。他曾經在西班牙球隊布雷奥干效力，也代表英國國家籃球隊參賽。